# Птолемей (син Авува)
Птолемей, син Авува — давньоєврейський можновладець, намісник Єрихонської долини.
Щодо його походження відомо лише те, що його батька звали Авувом. Завдяки шлюбу з дочкою Симона Хасмонея, Птолемей збагатився та отримав посаду намісника Єрихонської долини. Він замислив захопити владу у Державі Хасмонеїв, за однією з версій до цього його підштовхнув селевкідський басилевс Антіох VII.
Птолемей запросив тестя з синами у свою фортецю Док. Під час бенкету господар наказав вбити Симона та його синів Маттафію та Юду. У живих зостався лише один син першосвященника - Йоханан Гіркан, який у той час знаходився у Газарі.